# 둔산 나들목
둔산 나들목(Dunsan IC)은 대구광역시 동구 둔산동에 설치된 대구외곽순환고속도로의 9번 나들목이다. 건설 당시 가칭은 부동 나들목이었다.

## 역사
- 2014년 6월 3일 : 2021년까지 나들목 신설을 위해 대구광역시 도시계획시설 교통광장에 동구 둔산동 일원을 부동 나들목으로 고시[1]
- 2022년 3월 31일 : 대구외곽순환고속도로 개통과 함께 둔산 나들목으로 통행 개시[2]

## 구조물 정보
다이아몬드형 입체 교차로로 설치되었으며, 폐쇄식 요금소가 설치되었다.
- 위치: 대구광역시 동구 둔산동
- 영업소: 대구광역시 동구 대구외곽순환고속도로 38

## 접속하는 도로
- 옻골로